# Riten
 Riten és una pel·lícula sueca dirigida per Ingmar Bergman estrenada el 1969, la qual va ser en principi rodada per a la televisió i després fou exhibida als cinemes.

## Argument
Tres artistes són interrogats per un jutge per la prohibició d'una de les seves obres per la censura. Aquesta confrontació portarà cadascun dels personatges a revelar-se, la qual cosa no serà sense danys per al jutge.

## Repartiment
- Ingrid Thulin: Théa Winkelmann
- Anders Ek: Sebastian Fischer
- Gunnar Bjornstrand: Hans Winkelmann
- Erik Hell: el jutge Abrahamsson
- Ingmar Bergman: el pastor